# Falsoserixia fouqueti
Falsoserixia fouqueti là một loài bọ cánh cứng trong họ Cerambycidae.